# Tallinna JK Sadam
Tallinna JK Sadam – estoński klub piłkarski z siedzibą w Tallinnie działający w latach 1991–1998.

## Historia
Klub założony został w 1991 roku. W 1992 występował w 2 dywizji Estonii, w 1993 w pierwszej dywizji, a w 1994 debiutował w rozgrywkach Meistriliigi.
W 1998 połączył się z klubem Levadia Maardu.

## Sukcesy
- wicemistrz Estonii: 1997/98, 1998
- brązowy medalista Mistrzostw Estonii: 1996/97
- zdobywca Pucharu Estonii: 1995/96, 1996/97
- zdobywca Superpucharu Estonii: 1996/97
- finalista Superpucharu Estonii: 1997/98, 1998

## Europejskie puchary
Legenda do wszystkich tabel:
- Q – runda eliminacyjna, 1/16, 1/8, 1/4, 1/2 – odpowiednia faza rozgrywek, Grupa – runda grupowa, 1r gr – pierwsza runda grupowa, 2r gr – druga runda grupowa, F – finał, R – runda, PO – play-off
- k. – rzuty karne, los. – losowanie, Dogr. – dogrywka, w. – zasada bramek strzelonych na wyjeździe

| Sezon   | Rozgrywki                 | Runda | Przeciwnik         | Dom | Wyjazd | Ogólnie |
| ------- | ------------------------- | ----- | ------------------ | --- | ------ | ------- |
| 1996/97 | Puchar Zdobywców Pucharów | 1Q    | Nywa Winnica       | 2–1 | 0–1    | 2–2, w. |
| 1997/98 | Puchar Zdobywców Pucharów | 1Q    | Biełszyna Bobrujsk | 1–1 | 1–4    | 2–5     |
| 1998/99 | Puchar UEFA               | 1Q    | Polonia Warszawa   | 0–2 | 1–3    | 1–5     |